# Rudavka (přítok Rudavy)
Rudavka je potok na Záhoří, ve východní části okresu Malacky. Je to levostranný přítok Rudavy, měří 11,6 km a je vodnímtokem IV. řádu.

## Pramen
Pramení v Borské nížině, pod kopcem Nad krúžkom (232,1 m n. m.), severně od obce Kuchyňa.

## Popis toku
Protéká podcelkem Podmalokarpatská sníženina nejprve severozápadním směrem, zprava přibírá upravený vodní tok (202,3 m n. m.) a stáčí se na severovýchod. Koryto křižují další vodní kanály, zprava přibírá Vývrat, na levém břehu obtéká soustavu sedmi rybníků a protéká obcí Rohožník. Zde přibírá Rohožnícky potok zprava a pokračuje po hranici VVP Záhorie více severoseverovýchodním směrem. Následně přibírá několik pravostranných přítoků, bezejmenný (187,6 m n. m.), Vajar, přítok z oblasti Huštákov a po vstupu do oblasti Boru i Sološnický potok. Dále se stáčí na severozápad, protéká přes borové lesy, zleva ještě přibírá dva krátké přítoky a jihovýchodně od obce Studienka, na území VVP Záhorie, ústí v nadmořské výšce 179,8 m n. m. do Rudavy.